# فاطمة، جزائرية داكار
فاطمة، جزائرية داكار (بالفرنسية: Fatima, l'Algérienne de Dakar)‏ فيلم دراما فرنسي موريتاني أخرجه ميد هوندو سنة 2004.

## القصة
الفيلم المقتبس من قصة واقعية، ففي صيف سنة 1957 بالجزائر، كان الضابط السينغالي التابع للجيش الفرنسي في مهمة لقمع الثوار في منطقة نائية. يصادف في طريقه فاطمة فيغتصبها وتنجب ولدا أسمر البشرة. بعد سنوات يطلب أبو الضابط المتدين من ابنه أن يصلح خطيئته، وأن يرجع إلى فاطمة ليتزوجها.

## روابط خارجية
- فاطمة، جزائرية داكار على موقع IMDb (الإنجليزية)
- فاطمة، جزائرية داكار على موقع روتن توميتوز (الإنجليزية)
- فاطمة، جزائرية داكار على موقع ألو سيني (الفرنسية)
- فاطمة، جزائرية داكار على موقع قاعدة بيانات الفيلم (الإنجليزية)
- فاطمة، جزائرية داكار على موقع ليتربوكسد (الإنجليزية)
- فاطمة، جزائرية داكار على موقع كينوبويسك (الروسية)